# Elsa Rendschmidt
Elsa Rendschmidt (née le 11 janvier 1886 - morte le 9 octobre 1969) est une patineuse artistique allemande. Elle est double vice-championne du monde (1908 et 1910), et vice-championne olympique en 1908.

## Biographie

### Carrière sportive
Elsa Rendschmidt patine pour le club de Berlin ("Berliner Schlittschuhclub"). Elle participe quatre fois à des championnats du monde et obtient deux fois la médaille d'argent:
- En 1906 à Davos en Suisse, elle participe aux premiers championnats du monde organisés pour les dames. Elle prend la 4e place, derrière la britannique Madge Syers, l'autrichienne Jenny Herz et la hongroise Lily Kronberger.
- En 1907 à Vienne dans l'Empire Austro-Hongrois, elle prend de nouveau la 4e place derrière le même podium que l'année précédente.
- En 1908 à Troppau dans l'Empire Austro-Hongrois (actuellement Opava en République tchèque), elle obtient sa première médaille d'argent, derrière la hongroise Lily Kronberger.
- Absente en 1909, elle revient en 1910 à Berlin dans l'Empire allemand, pour gagner une seconde médaille d'argent, encore une fois derrière Lily Kronberger.

Elle n'a pas pu participer aux championnats d'Europe, car ceux-ci ne seront organisés pour la catégorie féminine qu'en 1930 ! Par contre, elle représente son pays aux Jeux olympiques d'été de 1908 à Stockholm où le patinage artistique est inscrit au programme pour la première fois. Elle prend la médaille d'argent derrière la britannique Madge Syers. Elle la première femme allemande à remporter une médaille olympique.
En 1911, elle devient la première championne d'Allemagne de patinage artistique de la catégorie individuelle féminine. Elle quitte alors les compétitions amateur après son titre national.

### Hommage
En 2006, une rue du quartier berlinois Charlottenburg-Wilmersdorf a été nommée Elsa Rendschmidt.

## Palmarès
| Compétitions             | 1906 | 1907 | 1908 | 1909 | 1910 | 1911 |
| Jeux olympiques d'été    |      |      | 2e   |      |      |      |
| Championnats du monde    | 4e   | 4e   | 2e   | F    | 2e   | F    |
| Championnats d'Allemagne |      |      |      |      |      | 1re  |
| Légende : F = Forfait    |      |      |      |      |      |      |